# Collegium Albertinum (Konvikt)
Das Collegium Albertinum war von 1892 bis 2024 das Theologenkonvikt des Erzbistums Köln. Studenten der Katholischen Theologie mit dem Ziel der Priesterweihe für das Erzbistum Köln als Heimatdiözese lebten während ihrer Studienzeit an der Universität Bonn im Albertinum. Im Gegensatz zu Vollseminaren wurden die Studenten hier nicht als Priesteramtskandidat bezeichnet, sondern als Diözesantheologe, um hervorzuheben, dass sie sich im Studium befanden.
Das Gebäude des Collegium Albertinum liegt am Rheinufer an der Ostseite der Adenauerallee (Hausnummer 17–19) in der Bonner Südstadt und steht als Baudenkmal unter Denkmalschutz.
Das Collegium Albertinum beherbergte nicht nur Theologiestudenten des Erzbistums Köln und anderer Diözesen, sondern auch weitere kirchliche Institutionen, etwa die Görres-Gesellschaft zur Pflege der Wissenschaft, das Institut für Staatskirchenrecht der Deutschen Bischofskonferenz, das Albertus-Magnus-Institut, die Kommission für Zeitgeschichte, die Zentralrendantur Bonn, die Innenrevision des Verbands der Diözesen Deutschlands (VDD) sowie die Joseph-Höffner-Gesellschaft. Aufgrund von Renovierungsmaßnahmen steht diesen Einrichtungen das Gebäude des Collegium Albertinum seit dem 1. September 2024 nicht mehr zur Verfügung. Die Theologiestudenten werden zunächst in Wohngemeinschaften in Bonn oder im Erzbischöflichen Priesterseminar in Köln leben. Das Gebäude des Collegium Albertinums soll künftig über einen möglichen Investor einer Mietnutzung zugeführt werden.

## Geschichte und Aufgabe
Das Gebäude befindet sich auf dem Gelände einer ehemaligen römischen Siedlung. Teile der Thermenanlage dieser Siedlung können noch besichtigt werden. Entworfen wurde das neugotische Gebäude 1889 von Johannes Richter, fertiggestellt wurde es unter Gerhard Franz Langenberg 1892; in den 1980er Jahren wurde es renoviert. Im selben Gebäude war auch das Albertus-Magnus-Institut, das die Schriften Alberts des Großen herausgibt, beherbergt.
Im Collegium Albertinum wohnten im Sommersemester 2018 21 Priesteramtskandidaten. Während der ersten beiden Ausbildungsjahre absolvierten sie neben dem fachtheoretischen Grundstudium an der Universität auch eine geistliche und pastorale Ausbildung. Sie wurden zu den Grundlagen des geistlichen Lebens hingeführt und sollen die nötige menschliche Reife für den pastoralen Dienst erwerben. Gesangsschulung, Stimmbildung und Einführung in die Gesprächsführung gehörten ebenfalls zum Ausbildungsprogramm. Daneben war ein sechswöchiges Praktikum in einer sozialen Einrichtung zu absolvieren.
Im dritten Ausbildungsjahr absolvierten die Priesteramtskandidaten ihr Freisemester. Sie studierten während dieser Zeit an einer anderen Hochschule und wohnen privat, nicht in einem Seminar. Sie sollten die im Albertinum eingeübte geistliche Lebensform selbständig fortführen und einen „angemessenen und einfachen“ Lebensstil pflegen lernen. Daneben absolvierten sie ein sechswöchiges Gemeindepraktikum und erhielten eine erste Hinführung zur Seelsorge bei Kranken. Das vierte und fünfte Ausbildungsjahr wohnten die Diözesantheologen dann wieder im Albertinum und setzen ihr Studium an der Universität Bonn fort. In dieser Zeit sollte der tägliche Vollzug des Stundengebets und der tägliche Besuch der Heiligen Messe sowie der regelmäßige Empfang des Bußsakraments zum wesentlichen Lebensbestandteil werden und die persönliche Entscheidung zur Christusnachfolge gefestigt werden. Das fachtheoretische Studium endete nach dem zehnten Semester mit dem Magister theologiae.
Danach verbrachten die Studenten als Priesteramtskandidaten eine dreijährige Ausbildungszeit im erzbischöflichen Priesterseminar in Köln und empfangen die Diakonen- und die Priesterweihe.
Das Collegium Albertinum verfügte über eine etwa 20.000 Bände umfassende Studienbibliothek mit den Schwerpunkten Theologie und Philosophie, die auch externen Nutzern zur Verfügung stand; als Präsenzbibliothek war eine Ausleihe nicht möglich.
Im Collegium Albertinum wohnte auch der damalige Bonner Professor Joseph Ratzinger, der an der Universität Bonn zum 1. April 1959 den Lehrstuhl für Fundamentaltheologie übernommen hatte. Den Lehrstuhl hatte er bis 1963 inne. In dieser Zeit kam er auch intensiv mit dem Kölner Erzbischof Josef Frings in Kontakt, der ihn als Berater während der Sitzungen des Zweiten Vatikanischen Konzils mit nach Rom nahm.

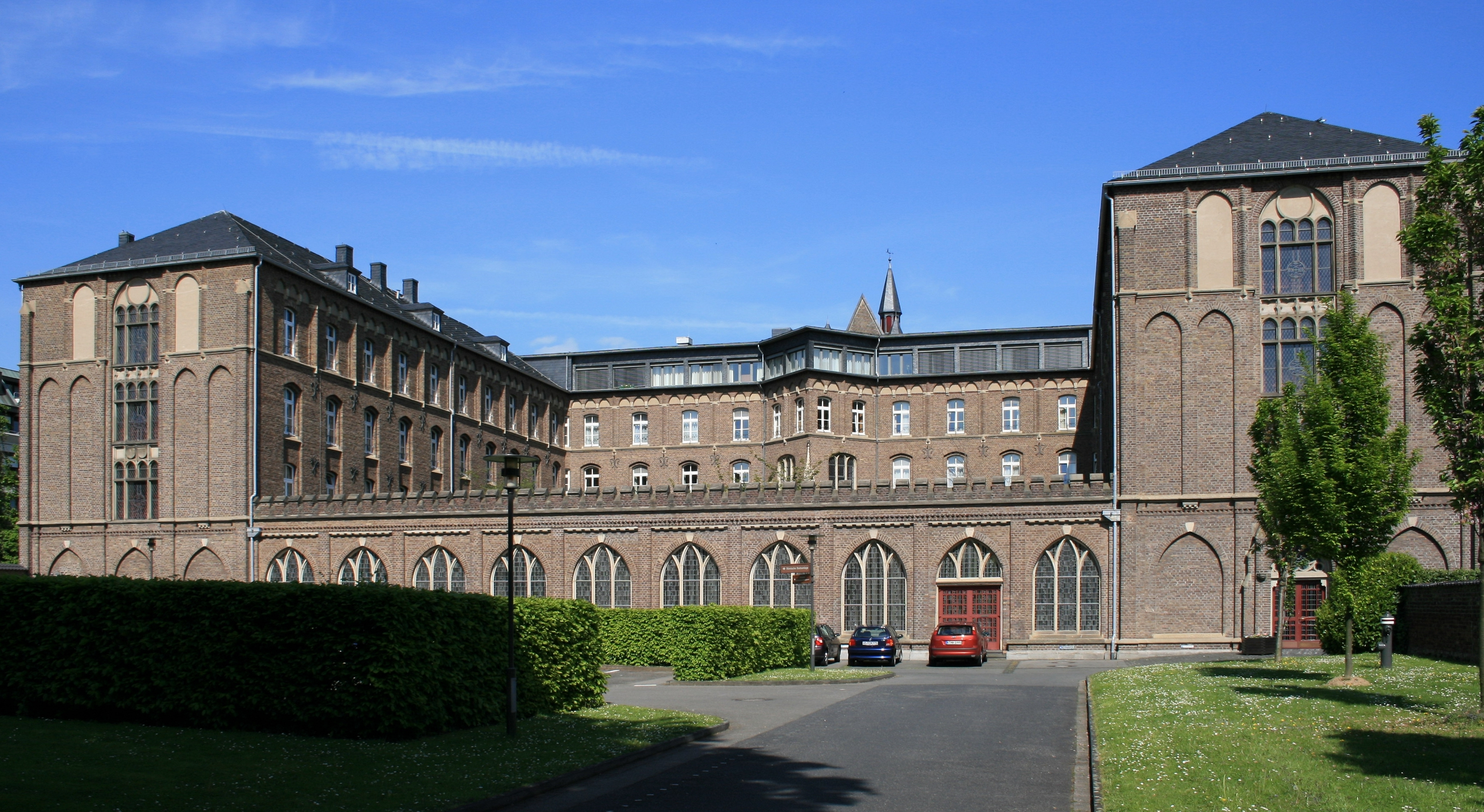
Ansicht von der Adenauerallee
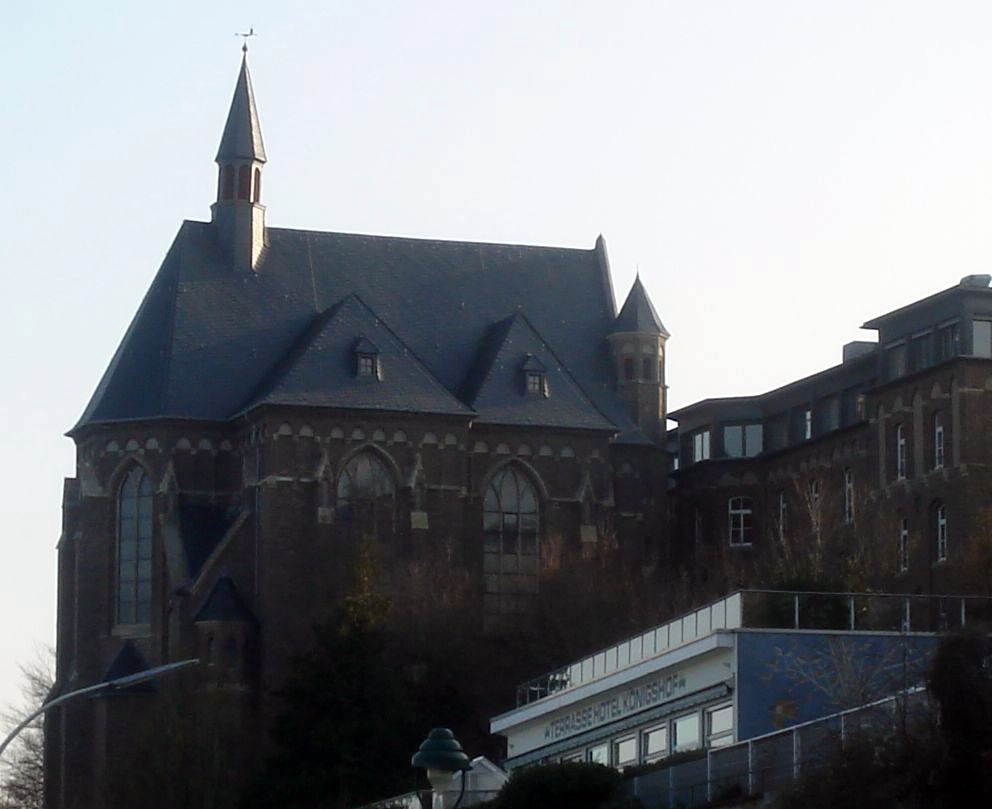
Kapelle an der Rheinseite
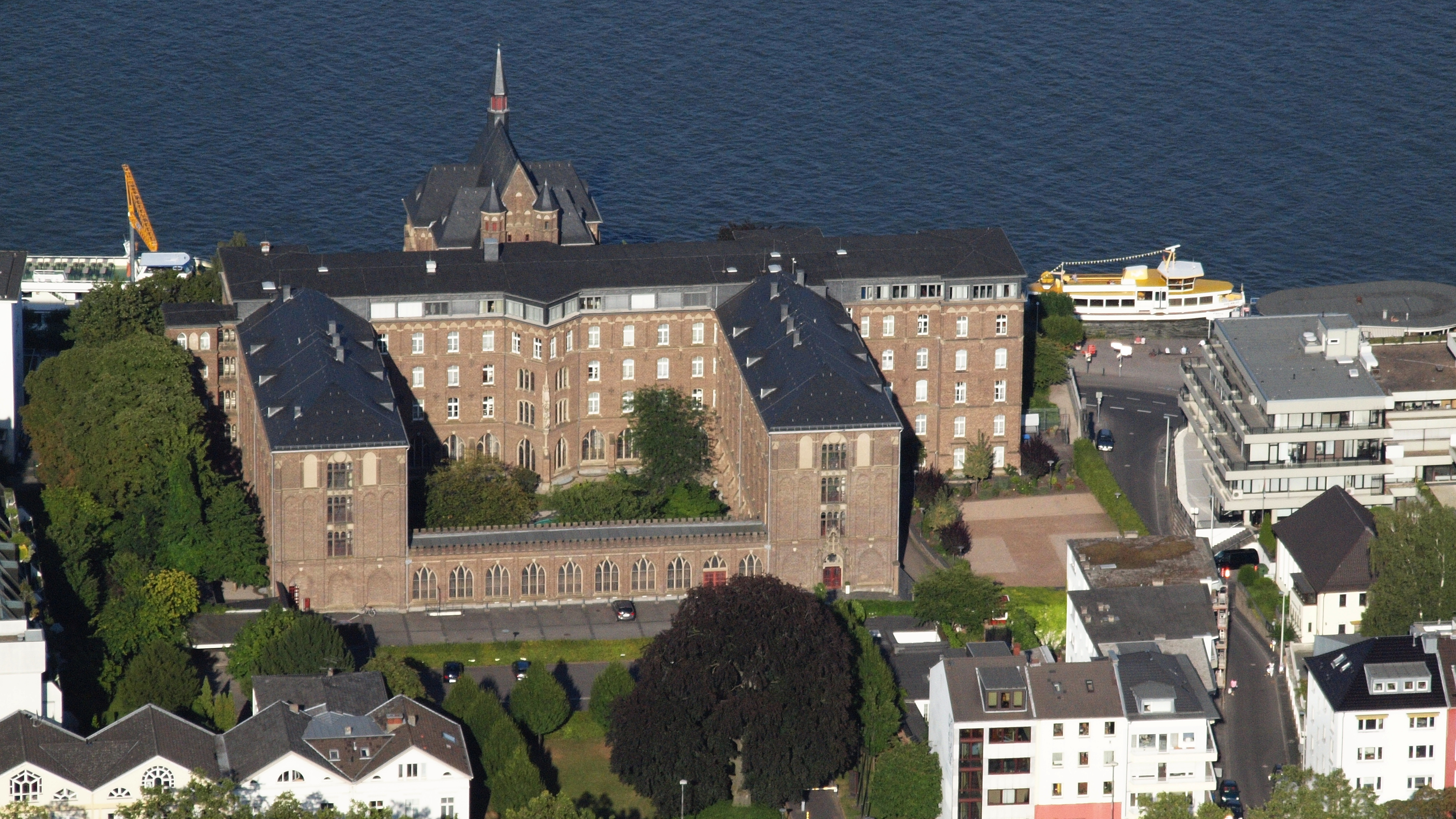
Luftaufnahme
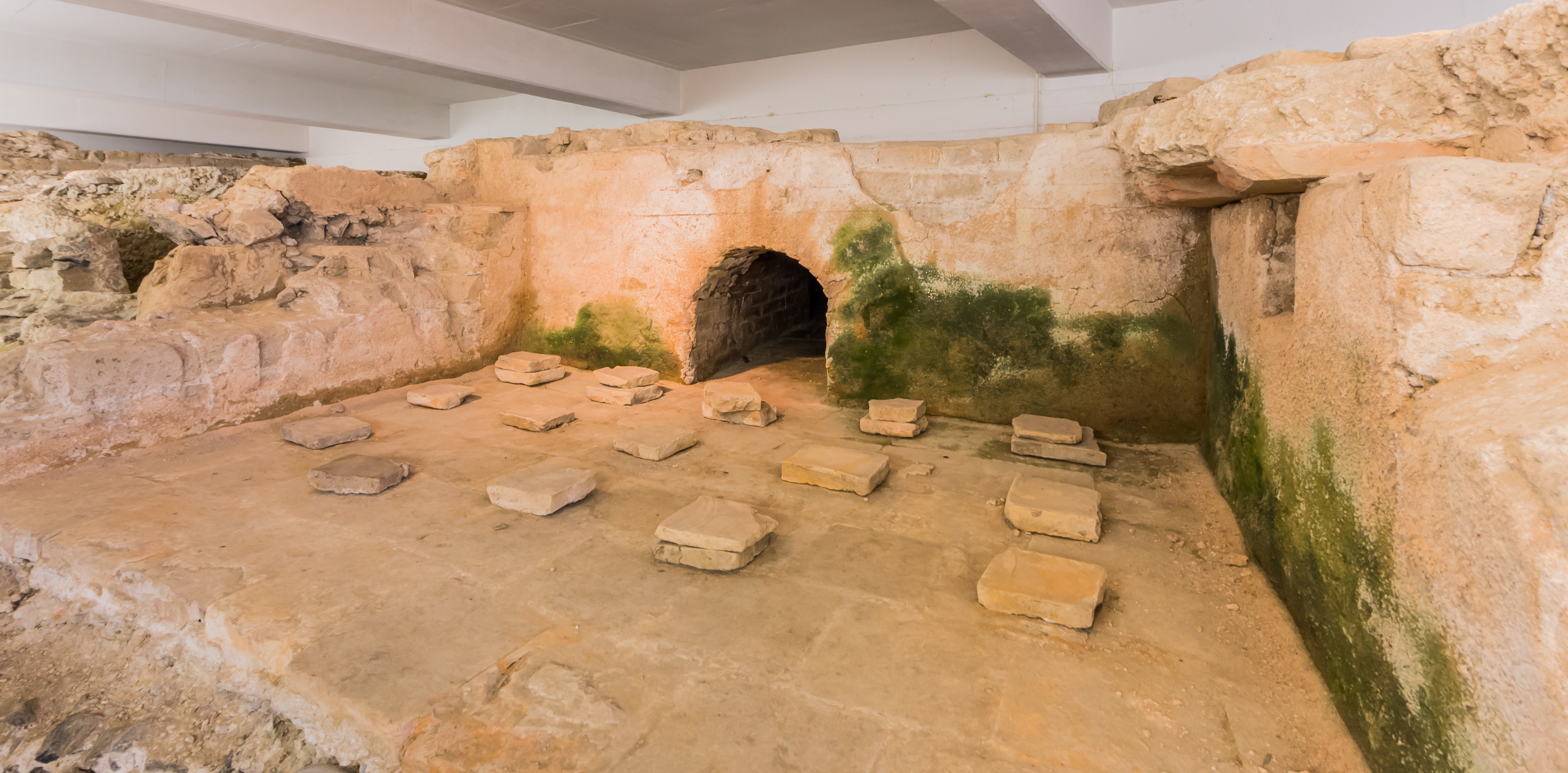
Römische Thermen

## Ehemalige Vorstände des Collegium Albertinum
- Regens Regamy Thillainathan (Direktor von 2021 bis 2024)
- Romano Christen FSCB, Seelsorgebereich Bad Godesberg (Direktor von 2015 bis 2021)
- Michael Kahle, Mitarbeiter der Kongregation für den Gottesdienst und die Sakramentenordnung im Vatikan (Direktor von 2012 bis 2015)
- Herbert Ullmann, Pfarrer in Mettmann (Direktor von 2009 bis 2012)
- Markus Hofmann, 2018–2022 Kölner Generalvikar (Direktor von 2003 bis 2009)
- Peter Kohlgraf, Bischof von Mainz (Repetent von 2003 bis 2009)
- Rainer Maria Kardinal Woelki, Erzbischof von Köln (Direktor von 1997 bis 2003)
- Wilfried Evertz, Pfarrer von Bonn-Beuel (Direktor von 1989 bis 1997)
- Stefan Heße, Erzbischof von Hamburg (Repetent von 1997 bis 2003)
- Gerd Bachner, Kölner Dompropst (Direktor von 1983 bis 1989)
- Karl-Heinz Vogt, Caritasdirektor in Köln, 2000–2014 Leiter des Katholischen Büros Düsseldorf (Repetent von 1969 bis 1975; Direktor 1975–1983)
- Wolfgang Kraft, Spiritual und Subsidiar (Direktor von 1969 bis 1975)
- Klaus Dick, Weihbischof in Köln (Direktor von 1963 bis 1969)
- Emmerich David, Kölner Generalvikar (Repetent von 1912 bis 1919)
- Joseph Stoffels, Weihbischof in Köln (Direktor von 1913 bis 1916)
- Friedrich Ludger Kleinheidt, Kölner Generalvikar (Repetent von 1854 bis 1859)